# جائزة شورتي
جوائز شورتي (بالإنجليزية: Shorty Awards)‏ المعروفة أيضًا باسم شورتز، هي جائزة سنوية، لتكريم الأشخاص والمنظمات التي تتنج محتوى قصيرًا في الوقت الفعلي عبر وسائل ومواقع التواصل الاجتماعي على شبكة الإنترنت.

## عن الجائزة
يقام حفل توزيع الجوائز كل ربيع ويتم بثه على الهواء مباشرة. تعترف كل جائزة بكامل أعمال منشئ المحتوى للسنة التقويمية، بدلاً من تغريدة فردية أو منشور.

## روابط خارجية
- جائزة شورتي على موقع IMDb (الإنجليزية)